# لادیسلاف هلاوچک
لادیسلاف هلاوچک (چکی: Ladislav Hlaváček؛ ۲۶ ژوئن ۱۹۲۵ – ۲۱ آوریل ۲۰۱۴) یک بازیکن فوتبال اهل چکسلواکی بود.

## باشگاهی
از باشگاه‌هایی که در آن بازی کرده‌است می‌توان به باشگاه فوتبال اسلاویا پراگ و دوکلا پراگ اشاره کرد. 

## تیم ملی
وی سابقه ۱۵ بازی ملی در تیم ملی فوتبال چکسلواکی را در کارنامه دارد.